# Pallacanestro Olimpia Milano 1974-1975
Questa voce raccoglie le informazioni riguardanti la Pallacanestro Olimpia Milano nelle competizioni ufficiali della stagione 1974-1975.

## Verdetti stagionali
Competizioni nazionali
- Serie A1:[1]

regular season: 3º posto su 14 squadre (19 partite vinte su 26)
poule scudetto: 3º posto
Competizioni europee
- Coppa Korać 1974-1975: Quarti di finale[1] (2° nel proprio girone per differenza canestri con 2 vinte ed 1 persa)

## Stagione
Sponsorizzata Innocenti e guidata dall'allenatore Filippo Faina l'Olimpia giunge 3º sulle 14 partecipanti alla regular season di A1, partecipa quindi alla poule scudetto che la vede qualificarsi al 3º posto.
Disputa la Coppa Korac eliminando negli ottavi la squadra francese Denain Voltaire, nel girone di quarti di finale viene eliminata dal Partizan di Belgrado per differenza canestri avendo vinto anch'essa due partite su tre.

## Roster
| Nazionalità                                | Nominativo         |
| ------------------------------------------ | ------------------ |
| Italia (bandiera)                          | Renzo Bariviera    |
| Italia (bandiera)                          | Maurizio Benatti   |
| Italia (bandiera)                          | Paolo Bianchi      |
| Italia (bandiera)                          | Sergio Borlenghi   |
| Italia (bandiera)                          | Giuseppe Brumatti  |
| Stati Uniti (bandiera)                     | Kim Hughes         |
| Italia (bandiera)                          | Giulio Iellini     |
| Italia (bandiera)                          | Vittorio Ferracini |
| Stati Uniti (bandiera) · Italia (bandiera) | Mike Silvester     |
| Italia (bandiera)                          | Renzo Vecchiato    |